# Gutierre Díez de Games
Pour les articles homonymes, voir Diez.
Gutierre Díez de Games est un militair0, chroniqueur et historiographe du XVe siècle, issu de la petite noblesse castillane.

## Biographie
Gutierre Díez de Games est l'auteur d'une des plus importantes chroniques de la fin du Moyen Âge en Espagne : El Victorial o Crónica de don Pero Niño. Il s'agit d'un exemple rare de biographie médiévale, témoignant du glissement opéré par l'historiographie castillane vers l'écriture d'une histoire particulière, autour d'un personnage central. Au XIIIe siècle, les chroniques générales, dont l'objectif était de narrer tous les faits survenus dans un espace géographique donné (le plus souvent un royaume), constituaient la règle. À partir du XIVe siècle, les historiographes s'éloigne de ces schémas collectifs pour se centrer sur la vie d'un individu érigé en modèle. Écrite dans un registre proche des récits de chevalerie et de voyages, le Victorial relate la vie d'un magnat castillan, nommé don Pero Nuño, tout en abordant également des questions propres à l'époque de sa rédaction. 
L'auteur fut, semble-t-il, chargé de composer cette gigantesque narration en prose par son ancien capitaine, Pero Niño, lequel avait dirigé la flotte du roi de Castille Henri II. Désireux de se faire une renommée, le noble demanda à Gutierre Díez de Games de composer le récit de ses exploits, lesquels ne pouvaient intégrer les compilations historiographiques traditionnelles. 